# Catherine Levesque
Pour les articles homonymes, voir Levesque.
Catherine Levesque est une poétesse mystique et moraliste française née à Péronne (Picardie) en 1616 ou 1617, et morte à Paris en 1693.

## Biographie
Fille d’avocat et troisième d'une fratrie de huit enfants, Catherine Levesque, née à Péronne en Picardie, en 1616 ou 1617, est une auteure du XVIIe siècle. 
Ayant perdu sa mère, elle s’occupe de ses frères et sœurs plus jeunes durant ses quinze premières années, certains mourront de la peste. Elle vit ensuite une grande histoire d’amour avec Basile Vaillant, capitaine d'artillerie et fils puîné d’un conseiller en l’Élection de Péronne avec qui elle se marie (alors qu'elle est enceinte) le 1er août 1638. Devenue veuve à trente-quatre ans, elle vit avec cinq jeunes enfants qu'elle élève (certains d'entre eux mourront en bas âge). Lorsque son dernier fils, Claude est placé dans une école religieuse, elle se retire dans l'hospice de Péronne pour entrer en retraite et se consacrer à l'écriture qu'elle désire « ouverte à tous ». Elle serait morte en 1693, lors de la grande famine de 1693-1694.
Plutôt méconnue à notre époque, elle s’impose par sa vaste culture et par son style dans une œuvre centrée sur la morale du mariage. Dans un but pédagogique, elle invente des « pseudo-anecdotes » qui rompent avec le classicisme du genre littéraire à dominante éthique et religieux qu’elle utilise. Ces anecdotes livrent des portraits sociaux saisissants. Sa prose et ses vers témoignent de sa facilité à écrire. Elle est l'auteure d'un traité de plus de 400 pages dénommé la perfection de l'amour du prochain dans tous ses états. Elle composa également, la cinquantaine passée,  Le Triomphe de la Croix, qui constitue sa principale œuvre. Elle meurt en 1693 durant la famine.

## Œuvres
- Le Triomphe de la Croix (1668).
- La Perfection de l'amour du prochain  dans tous les états (1685).
- Les Trois fleurs de lys spirituelles de la ville de Péronne (1685).
- Les Cinq fleurs de la grâce (1685).

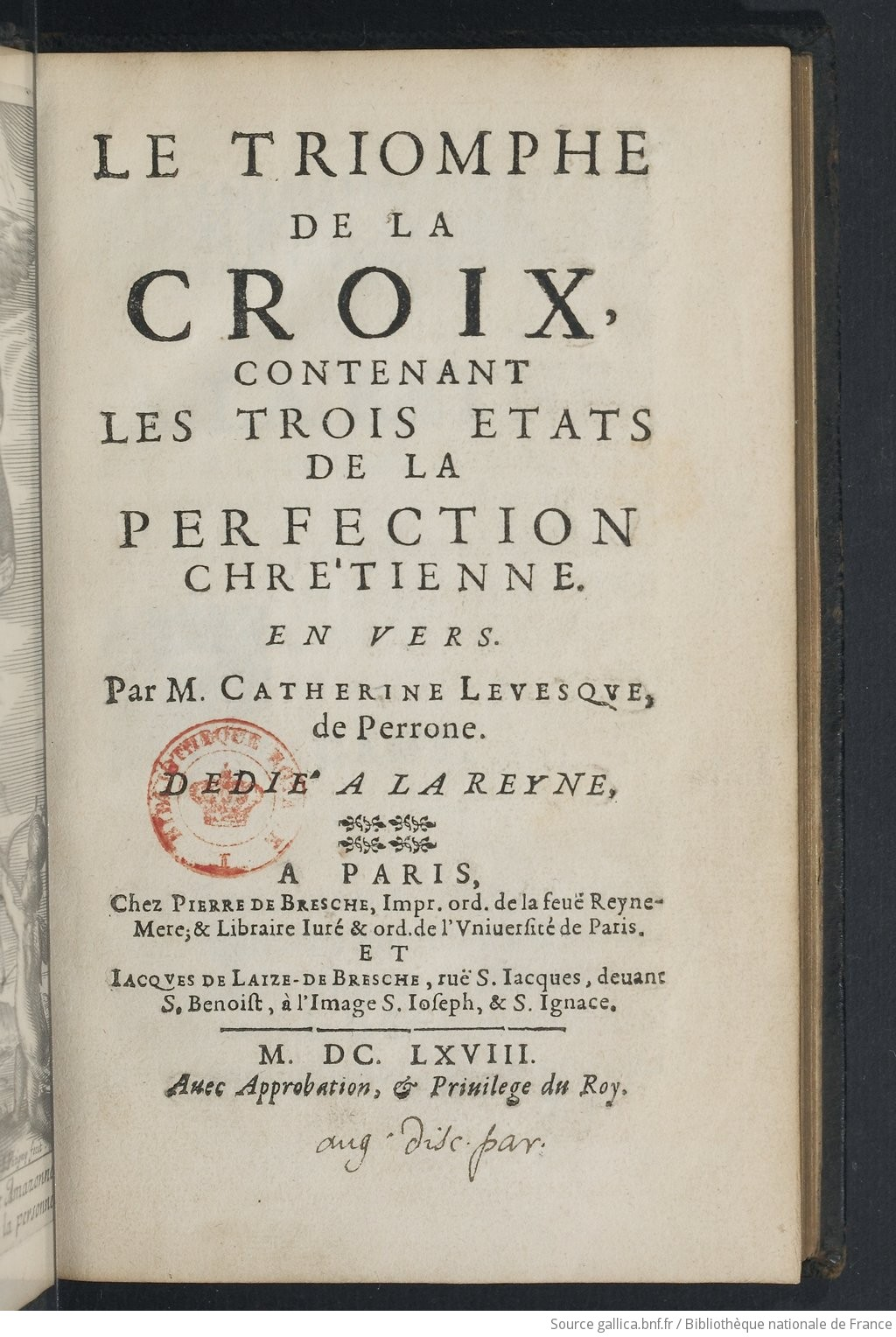
Le Triomphe de la Croix.
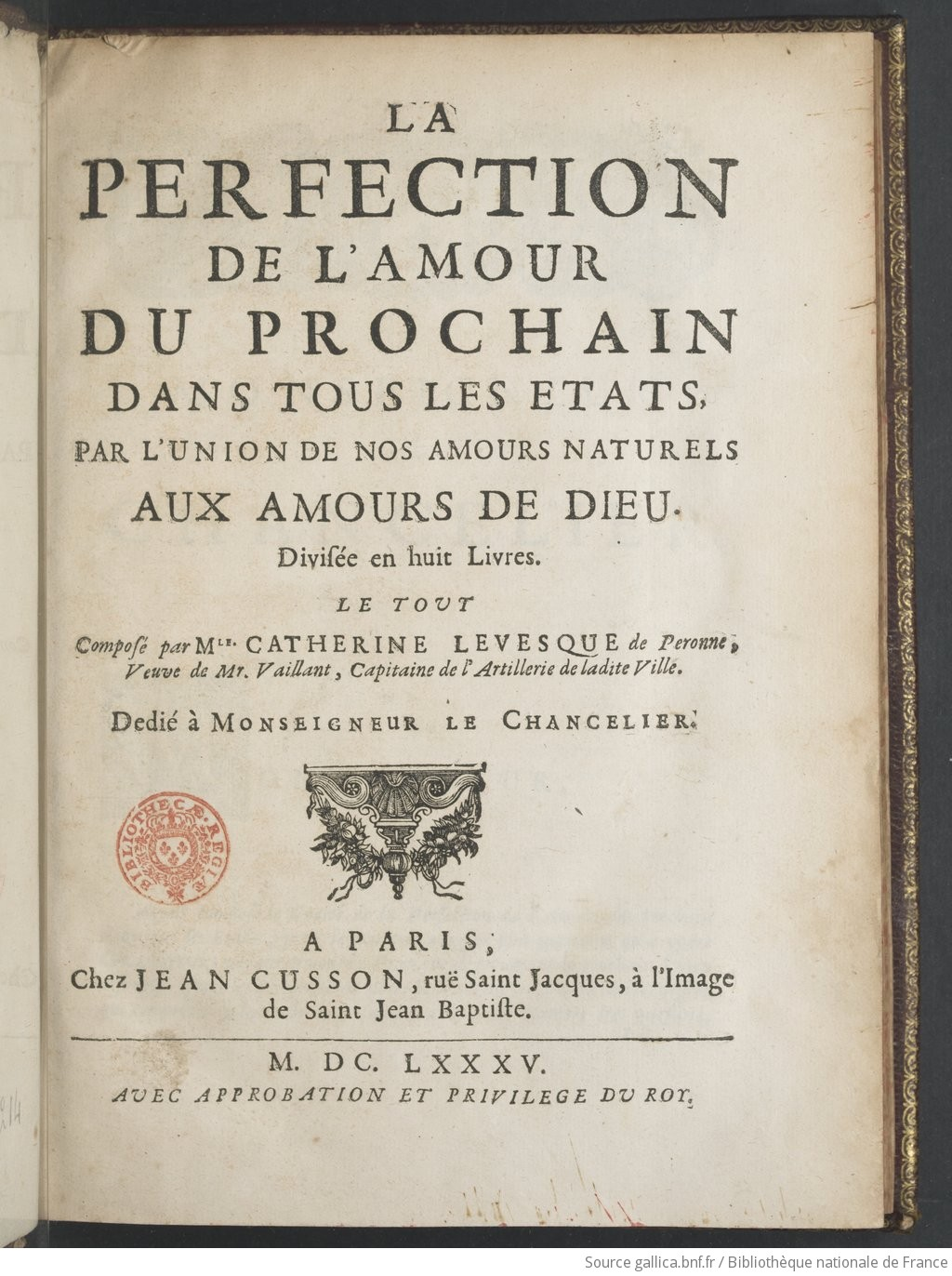
La Perfection de L'amour du prochain.